# Margarete Aburumieh
Margarete Aburumieh, geborene Plank, (* 5. September 1951 in Hollabrunn) ist eine österreichische Politikerin (ÖVP). Sie war von 2000 bis 2003 Mitglied des Bundesrates.

## Ausbildung und Beruf
Nach ihrer Matura am Wirtschaftskundlichen Realgymnasium Maria Regina besuchte sie zunächst die Pädagogische Akademie der Erzdiözese Wien und studierte dann Pädagogik und Politikwissenschaft an der Universität Wien. Nach ihrem Studienabschluss war sie von 1972 bis 1977 Lehrerin an verschiedenen Hauptschulen im Bezirk Hollabrunn, danach arbeitete sie von 1982 bis 2000 in der Ordination ihres Gatten. Ab dem Jahr 2000 war sie Landesgeschäftsführerin der ÖVP-Frauen Niederösterreich. 
Aburumieh ist Mutter zweier erwachsener Kinder.

## Politik und Funktionen
Aburumieh war von 1985 bis 1990 Mitglied des Gemeinderates von Melk sowie von  1990 bis 1995 Stadträtin von Melk für Kultur und Tourismus. Danach wirkte sie ab 1995 wieder als Gemeinderätin. Sie war innerparteilich von 1986 bis 1992 als Bezirksparteiobmann-Stellvertreterin der ÖVP Melk aktiv, wirkte ab 1986 als Bezirksleiterin der Österreichischen Frauenbewegung im Bezirk Melk und war von 1988 bis 2000 Landesleiterin-Stellvertreterin der Österreichischen Frauenbewegung Niederösterreich. Des Weiteren engagierte sie sich zwischen 1996 und 2000 als Stadtparteiobmann-Stellvertreterin der ÖVP Melk. Vom 20. November 2000 bis zum 23. April 2003 war sie für die ÖVP im Bundesrat.

## Auszeichnungen
- Goldenes Ehrenzeichen für Verdienste um das Bundesland Niederösterreich (13. Dezember 2005)[1]